# Hovercraft

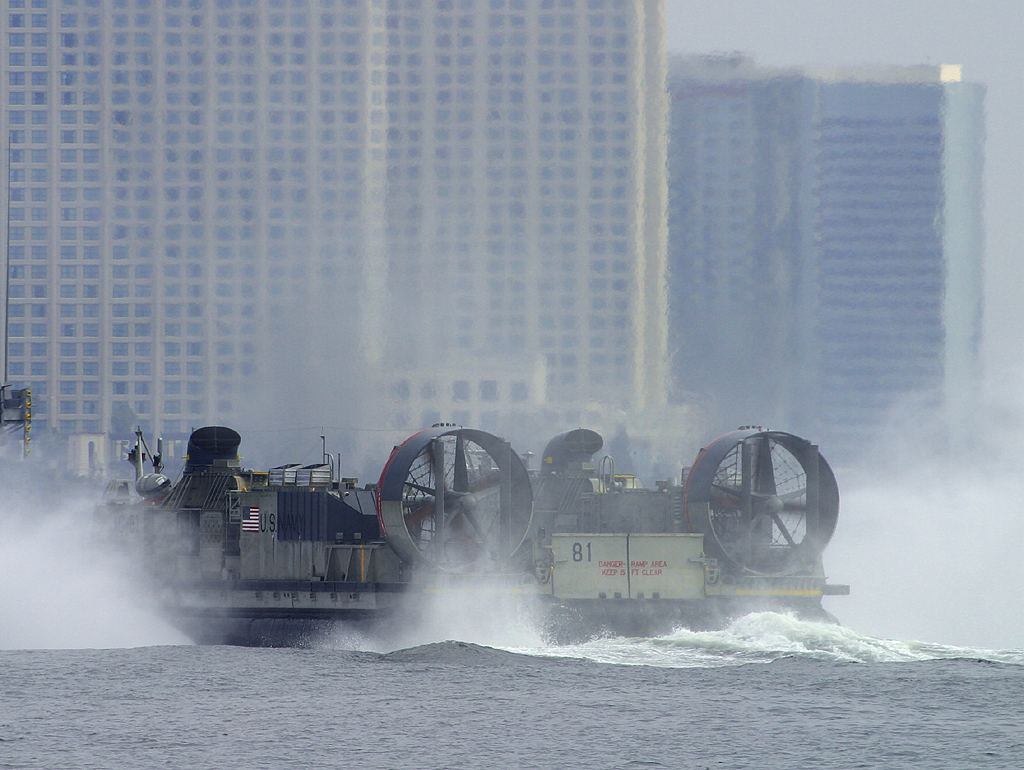
Hovercraft

De hovercraft (IPA: ˈhɒvəkrɑːft, dus niet het veel gehoorde hoovercraft) is een luchtkussenvoertuig (Engels: ACV: air-cushion-vehicle) dat zich zowel over land als over water kan voortbewegen. Onder de hovercraft bevindt zich een rok, waar lucht in geblazen wordt. Hierdoor ontstaat een luchtkussen onder de hovercraft, waardoor hij geen direct contact met de ondergrond maakt. Hier komt ook de naam hovercraft (zweefvoertuig) vandaan. De hovercraft beweegt zich voort door middel van propellers. De hovercraft is vervolmaakt door Christopher Cockerell in 1959. Die was niet de eerste of enige onderzoeker die zich hiermee bezighield, maar zijn bijdragen rechtvaardigen zonder twijfel dat hij de 'vader van de hovercraft' wordt genoemd.
Andere benamingen die ook gebruikt worden, zijn: cushioncraft of air cushion craft. De begrippen "cushioncraft" en "hovercraft" zijn tevens onderdeel van namen van commerciële bedrijven. Het gebruik ervan kan indruisen tegen het auteursrecht of merkenrecht.

## Werkingsprincipe

1. Propellers
2. Lucht
3. Motor
4. Rok

Aan de bovenkant van de hovercraft zuigt de motor lucht aan, zodat de druk van het luchtkussen onder de rok op peil blijft. Zo kan de hovercraft enkele centimeters zweven boven water of land. Doordat er geen wrijving met de grond is, is er weinig weerstand en dus weinig kracht nodig om een hovercraft met hoge snelheid te laten varen of zweven. Vergeleken met een gewoon schip kan een hovercraft sneller gaan.
Doordat een hovercraft boven water zweeft, kan hij vrij gemakkelijk het strand opvaren. Er is geen haven met diep water en geen aanlegkade nodig. Een nadeel van de hovercraft is dat hij gevoeliger is voor wind en golven, waardoor passagiers aan boord sneller zeeziek worden vergeleken met een gewoon schip.

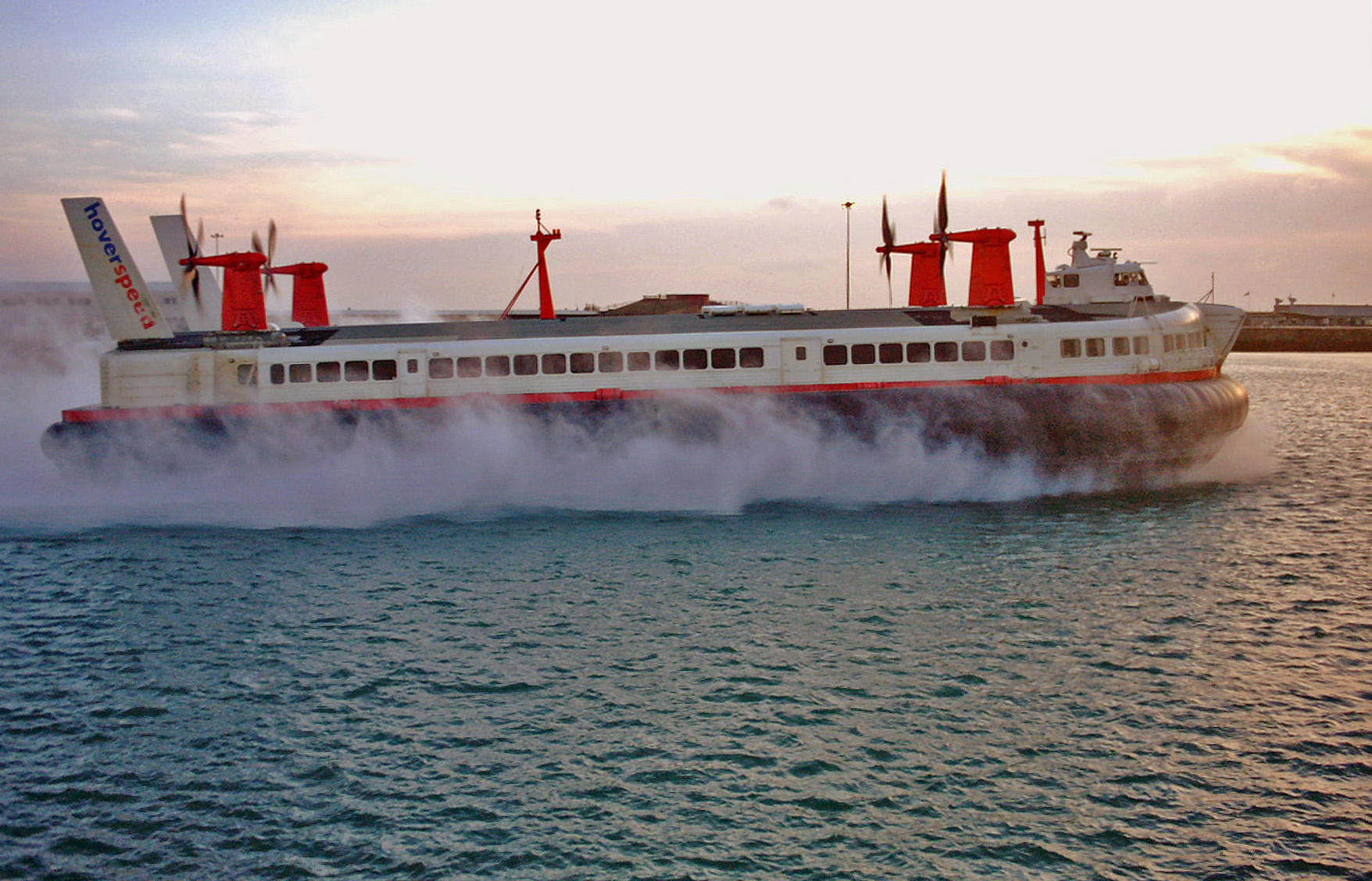
De BHC SR-N4, 's werelds grootste passagiershovercraft

## Historie van de toepassing van het luchtkussenprincipe
In 1877 werd aan Sir John I. Thornycroft een patent verleend op het principe om de wrijving die een vaartuig ondervindt, als het door water vaart, te verminderen, door het creëren van een dunne luchtlaag tussen de romp en het water. Hoewel de tests veelbelovend waren, resulteerde dit niet in een bruikbaar eindproduct.
De Zweedse ingenieur Gustav de Laval verwierf een vergelijkbaar patent in 1882. Er werd een testschip gebouwd. Het bleek toen niet mogelijk een gelijkmatige luchtlaag tussen romp en water te realiseren. Zijn proeven vonden geen praktische navolging.
In 1925 bouwde D.K. Warner de eerste succesvolle boot, waarbij, door het creëren van veel luchtbellen verspreid over het oppervlak van de romp, de wrijving tussen water en romp flink afnam. Tussen 1925 en 1935 bouwde de Finse ingenieur Toivio Kaario een voertuig dat al duidelijke overeenkomsten vertoonde met de eerste ontwerpen van Cockerell.
De Britse ingenieur Cockerell begon zijn eerste experimenten met een stofzuiger, een paar conservenblikjes en een weegschaal. Daarmee liet hij zien dat hij een flinke kracht kon uitoefenen op het oppervlak van de bovenkant van de weegschaal, simpelweg door een stofzuiger lucht te laten blazen in een open blikje dat hij omgekeerd vlak boven de weegschaal hield, zodanig dat er maar weinig lucht kon weglekken. Hoewel het bekendste merk stofzuigers in het Verenigd Koninkrijk destijds het Amerikaanse Hoover was, hebben Cockerells eerste experimenten met een stofzuiger daar niets te maken, ook al zegt men nogal eens 'hoovercraft' in plaats van 'hovercraft'. De naam komt van het Engelse werkwoord to hover dat "zweven" betekent.
Aan Cockerell komt de verdienste toe dat hij in de jaren 50 systematisch onderzoek deed, met als doel de luchtspleet tussen de romp en het water flink te vergroten. Eerst probeerde hij dat met het creëren van een soort luchtgordijn, door aan de omtrek van de romp lucht onder hoge druk naar beneden te blazen (high pressure jet). Bij de latere ontwerpen werd gebruikgemaakt van een of andere soort plooirok, die flexibel kon meebewegen met de golven van het water of de contouren van het terrein en die tegelijk het luchtverlies onder het luchtkussen flink beperkte. Uit dit laatste concept is de hovercraft voortgekomen.
In de beginjaren werd hoofdzakelijk gemikt op een ontwerp met een zo groot mogelijke luchtspleet tussen het vaartuig en het water. Pas tijdens de verdere ontwikkeling van de 'plooirok' groeide het besef dat die zeer flexibel en zo hoog mogelijk moest zijn. Dat bleek uiteindelijk belangrijker dan de luchtspleet zelf, omdat zo de zeewaardigheid sterk verbeterde en tegelijk ook het brandstofverbruik daalde.
De eerste succesvolle oversteek van Het Kanaal met de SR.N1 (firma Saunders Roe, ontwerp Sir Christopher Cockerell) vond plaats op 25 juli 1959.
Veel minder bekend is dat in de Volksrepubliek China het Harbin Shipbuilding Engineering Institute vanaf 1957 experimenteerde met een prototype en dat zij in juli 1959 de eerste testen deden op volle zee voor de kust van Port Lu Shun.
In Frankrijk is in de jaren 60 op het oude baanlichaam van de spoorlijn Parijs-Chartres geëxperimenteerd met de Aérotrain, een luchtkussenvoertuig dat over een vaste geleiderail zweefde.
Vanaf de jaren 60 werden in de Sovjet-Unie hybride voertuigen/vaartuigen gemaakt volgens het luchtkussenprincipe. Deze werden ingezet om op toendravlaktes en in moerassige gebieden naar olie te kunnen boren.
In de jaren zeventig werd de luchtkussentechnologie geprobeerd in de Nederlandse landbouw. Door een platte wagen uit te rusten met een luchtkussen werd het mogelijk om bijvoorbeeld suikerbieten te oogsten ook als het terrein eigenlijk te drassig was geworden voor tractoren en oogstmachines.
Vanaf het begin van de jaren 90 wordt het luchtkussenprincipe soms ook gebruikt in ziekenhuizen, om bijvoorbeeld een onderzoeksbed onder een gammacamera te kunnen positioneren. In het begin van de jaren 90 was zelfs een gammacamera op een luchtkussen geplaatst in gebruik bij een researchafdeling van Shell in Amsterdam.

## Militaire toepassingen

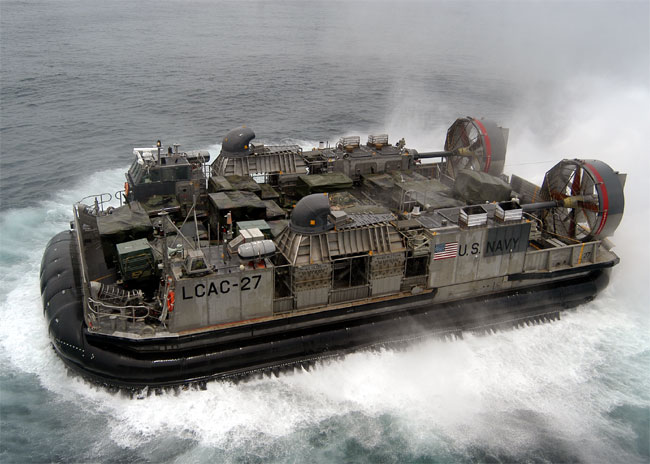
Een militaire hovercraft

Een luchtkussenvaartuig biedt potentieel een aantal voordelen ten opzichte van klassieke landingsvaartuigen. Het is relatief minder kwetsbaar voor mijnen en kan door de combinatie van hoge snelheid, wendbaarheid en onafhankelijkheid van havenvoorzieningen worden ingezet langs veel kusten.
Daarom zijn er vanaf het begin van de jaren 60 proeven gedaan langs allerlei kusttypes vanaf de arctische zones tot aan de evenaar. Dit alles heeft geleid tot een aantal ontwerpen, variërend van kleine snelle patrouillevaartuigen, voor bijvoorbeeld gebruik op rivieren en in fjorden, tot 160 ton zware landingsvaartuigen, die zelfs tanks konden vervoeren.
Naast de klassieke hovercraft, met plooirok rondom, resulteerde de militaire research ook in een aantal ontwerpen waarbij het concept van het luchtkussen werd behouden, maar waarbij aan de zijkanten de plooirok werd vervangen door een vaste flank. Alleen aan de boeg en achterop bleef de plooirok behouden. Deze schepen worden in het Engels "rigid sidewall vessels" genoemd. De voordelen waren: hogere snelheden bij lager brandstofverbruik en minder gevoelig voor onderwaterexplosies.

## Uitgebreide beschrijving van de werking
Bij een hovercraft gaat het om het opstijgen uit het water of vanaf de grond en om het voortbewegen. De meeste hovercrafts gebruiken, net als vliegtuigen, propellers en luchtroeren voor de voortbeweging. In het begin werd met een enorme propeller snel veel lucht onder een heel grote platte romp geblazen. Dit was een brutekrachtmethode om een luchtlaag te creëren tussen romp en ondergrond. Dankzij die luchtlaag werd de wrijving veel lager, zodat de voortstuwing minder energie kostte, of met hetzelfde energieverbruik een hogere snelheid mogelijk werd.
Bij deze aanpak geldt dat 'groter' ook 'beter' is, want de opwaartse kracht, bij gelijk luchtdrukverschil tussen boven- en onderzijde van de romp, is evenredig met het oppervlak. Maakt men de hovercraft tweemaal zo lang en tweemaal zo breed, dan wordt het oppervlak vier keer zo groot en kan de romp dus vier keer zo veel lading dragen. De omtrek wordt slechts twee keer groter en het luchtverlies dus ook. Dat luchtverlies bepaalt hoeveel motorvermogen er nodig is om de hovercraft te doen opstijgen, en dat motorvermogen bepaalt het brandstofverbruik. Een tweemaal zo grote hovercraft gebruikt tweemaal zoveel brandstof om de luchtlaag in stand te houden, maar kan viermaal zoveel lading dragen.
Volgens dit concept werd eerst begonnen met luchtspleten van enkele millimeters tot centimeters. De theorie klopte keurig, maar de voertuigen waren alleen bruikbaar op spiegelglad water, vlakke stranden of betonbanen. Met steeds grotere luchtkussenvoertuigen werd het, dankzij heel zware turbinemotoren, mogelijk om zelfs een luchtspleet van een halve meter te handhaven. Dit kostte veel energie en was ontoereikend om van de hovercraft een zeewaardig vaartuig te maken dat golven van enkele meters kon trotseren, of een voertuig dat over de Noordpool kon rondzweven over meters hoge ijsschotsen.
Kortom: een grote simpele luchtspleet was niet genoeg. Cockerell begon eerst met het creëren van een soort luchtgordijn rondom de romp, zodat de lucht moeilijker kon 'ontsnappen' vanonder de romp. Daarmee kwam hij stukje bij beetje wat hoger, maar dat hielp veel te weinig. Via een aantal tussenstappen werd vervolgens de rok ontwikkeld zoals we die bij de meeste hovercrafts zien. Deze rok was erg flexibel, maar zorgde er tegelijk voor dat er onderlangs verhoudingsgewijs maar weinig lucht ontsnapte. Daarmee werden twee dingen tegelijk bereikt: de afstand tussen de romp en het water kon veel groter worden en het luchtverlies nam flink af. Op een afstandje lijkt de rok massief, maar hij is net zo flexibel en makkelijk in te drukken als de romp van een opblaasboot. Door de voortdurende overdruk (binnen) blijft hij in vorm. De rok wordt door de weglekkende lucht steeds op een kleine afstand van de bodem gehouden. Daardoor bleef de wrijving laag en lekte er ook veel minder lucht weg. Met het lagere luchtverlies daalde het brandstofverbruik en daarmee ook de kosten.
Alle verdere ontwikkelingen aan de vele varianten rokken die we kennen, zijn bedoeld geweest om de zeewaardigheid te verbeteren en de kwetsbaarheid en de slijtage te doen afnemen. Hoewel de kleine resterende luchtspleet onder de rand van de rok veel hielp om slijtage te beperken, bleef er het probleem van de scherpe uitsteeksels (doornstruik of rotspunt). Elk ontwerp rok is dus een compromis tussen de mechanische eisen uit oogpunt van aerodynamica en praktische eisen van sterkte en weerstand tegen scheuren en slijtage. In de woestijn, of op ijs zal een andere uitvoering rok nodig zijn dan op zee.
Dankzij de rok werden hovercrafts mogelijk die golven van 3 meter konden weerstaan. Daardoor kon, tot de komst van de Kanaaltunnel, gedurende jaren een snelle en betrouwbare veerdienst over Het Kanaal worden gevoerd met hovercrafts.